# Pedro Rocamora y García
 (février 2024).
La mise en forme du texte ne suit pas les recommandations de Wikipédia : il faut le « wikifier ».
Les points d'amélioration suivants sont les cas les plus fréquents :
- Les titres sont pré-formatés par le logiciel. Ils ne sont ni en capitales, ni en gras.
- Le texte ne doit pas être écrit en capitales (les noms de famille non plus), ni en gras, ni en italique, ni en « petit »…
- Le gras n'est utilisé que pour surligner le titre de l'article dans l'introduction, une seule fois.
- L'italique est rarement utilisé : mots en langue étrangère, titres d'œuvres, noms de bateaux, etc.
- Les citations ne sont pas en italique mais en corps de texte normal. Elles sont entourées par des guillemets français : « et ».
- Les listes à puces sont à éviter, des paragraphes rédigés étant largement préférés. Les tableaux sont à réserver à la présentation de données structurées (résultats, etc.).
- Les appels de note de bas de page (petits chiffres en exposant, introduits par l'outil «  Source ») sont à placer entre la fin de phrase et le point final[comme ça].
- Les liens internes (vers d'autres articles de Wikipédia) sont à choisir avec parcimonie. Créez des liens vers des articles approfondissant le sujet. Les termes génériques sans rapport avec le sujet sont à éviter, ainsi que les répétitions de liens vers un même terme.
- Les liens externes sont à placer uniquement dans une section « Liens externes », à la fin de l'article. Ces liens sont à choisir avec parcimonie suivant les règles définies. Si un lien sert de source à l'article, son insertion dans le texte est à faire par les notes de bas de page.
- La présentation des références doit suivre les conventions bibliographiques. Il est recommandé d'utiliser les modèles {{Ouvrage}}, {{Chapitre}}, {{Article}}, {{Lien web}} et/ou {{Bibliographie}}. Le mode d'édition visuel peut mettre en forme automatiquement les références.
- Insérer une infobox (cadre d'informations à droite) n'est pas obligatoire pour parachever la mise en page.

Pour une aide détaillée, merci de consulter Aide:Wikification.
Si vous pensez que ces points ont été résolus, vous pouvez retirer ce bandeau et améliorer la mise en forme d'un autre article.
Pour les articles homonymes, voir Rocamora, Pedro García (homonymie) et García.
Pedro Rocamora y García (11 février 1832 - 19 janvier 1925) était un évêque catholique et sénateur espagnol.

## Biographie
Ses parents se nommaient José et Josefa. Il est né au village de la Granja de Rocamora dans la province d'Alicante et a été baptisé le 12 février 1832.
Il passa les trois premières années d'une licence de philosophie de 1845 à 1848, à l'institut local d'Orihuela.
En octobre 1848, il entra au séminaire diocésain de la municipalité, où il acheva ses études de philosophie et fut formé en théologie sacrée et en droit canonique, obtenant les plus hauts notes du cours.
En 1855, il obtint une licence en théologie, et en juillet 1857, il devint docteur en théologie à Valence.
Il commença à enseigner la philosophie au séminaire en 1854, et fut nommé professeur titulaire de théologie dogmatique et de théologie morale l'année suivante, poste qu'il occupa jusqu'en 1860.
Il fut ordonné le 16 février 1856. En janvier 1860, il devint économe de la basilique mineure de Santa María, à Elche. En 1864, il fut examiné pour entrer à la Pénitencierie de Valence, et en 1866 pour la Cathédrale d'Orihuela. En 1869, il devint candidat à la Pénitencierie d'Orihuela, poste qu'il occupa à partir du 5 mai 1867.
Le 18 décembre 1893, il fut proposé par la Reine Régente comme évêque de Tortosa, et le 21 mai 1894, il fut approuvé par le consistoire pontifical.
Rocamora mena son travail pastoral dans diverses positions et endroits : il fut responsable du cimetière d'Orihuela ; occupa une position directive à la Confrérie de Notre-Dame de Montserrat, fut président local de la Société de Saint Vincent de Paul et président et directeur d'une confrérie locale pour femmes appelée "Las Mónicas". Rocamora était profondément engagé dans le ministère de la pénitence et servait de confesseur pour les ordres religieux locaux. L'évêque commençait à administrer les confessions à l'aube et restait au confessionnal une grande partie de la journée.

Un journal contemporain décrivait ses actions en écrivant :
"Parmi ses multiples œuvres, il ne cessait pas de faire fréquemment usage de ses pouvoirs d'enseignement, dans lesquels il manifestait sa profonde connaissance, sa simplicité, sa vertu et son esprit évangélique, car le seul objectif de son prêche était de donner consolation aux cœurs des gens et de conquérir leurs âmes pour le ciel."

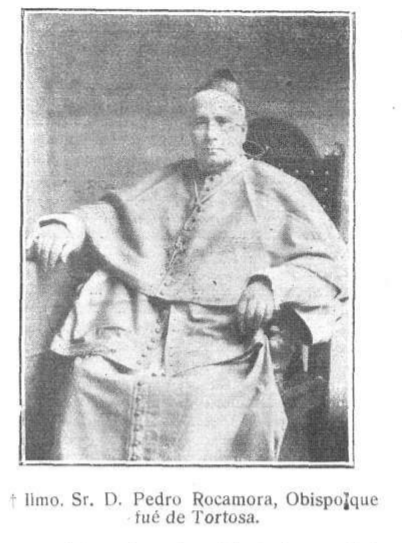
Évêque Pedro Rocamora, représenté dans El Siglo Futuro.

Pendant son épiscopat au sein du diocèse de Tortosa, il parcourut souvent ses terres et prêcha dans toutes ses paroisses. Selon le journal Correo de Tortosa, Rocamora aurait rencontré des problèmes de santé en raison de ses activités éreintantes.
Rocamora introduisit dans son diocèse la pratique de la lecture de méditations religieuses dans les églises pendant le Carême, en utilisant une série d'exercices spirituels écrits par l'évêque d'Orihuela Félix Herrero Valverde, qui étaient populaires en Espagne à cette époque. Dans une encyclique diocésaine, il souligna l'importance d'enseigner la doctrine chrétienne aux habitants.
Rocamora était particulièrement remarqué pour son prêche et écrivit de nombreuses lettres pastorales durant son mandat.
En août 1919, des célébrations furent organisées dans tout le diocèse pour commémorer ses 25 années en tant qu'évêque. Une édition extraordinaire du bulletin ecclésiastique local fut publiée à l'occasion de la festivité, dans laquelle de nombreux membres du clergé local louaient sa figure. Il était renommé pour sa profonde érudition et sa modestie.
Il collabora avec le journal El Siglo Futuro, dont il était également lecteur et abonné. Il loua Ramón Nocedal, son directeur et fondateur du Parti Intégriste, en tant que « distingué confesseur du Christ et ornement de la Religion et de la Patrie ».